# Cimpaba

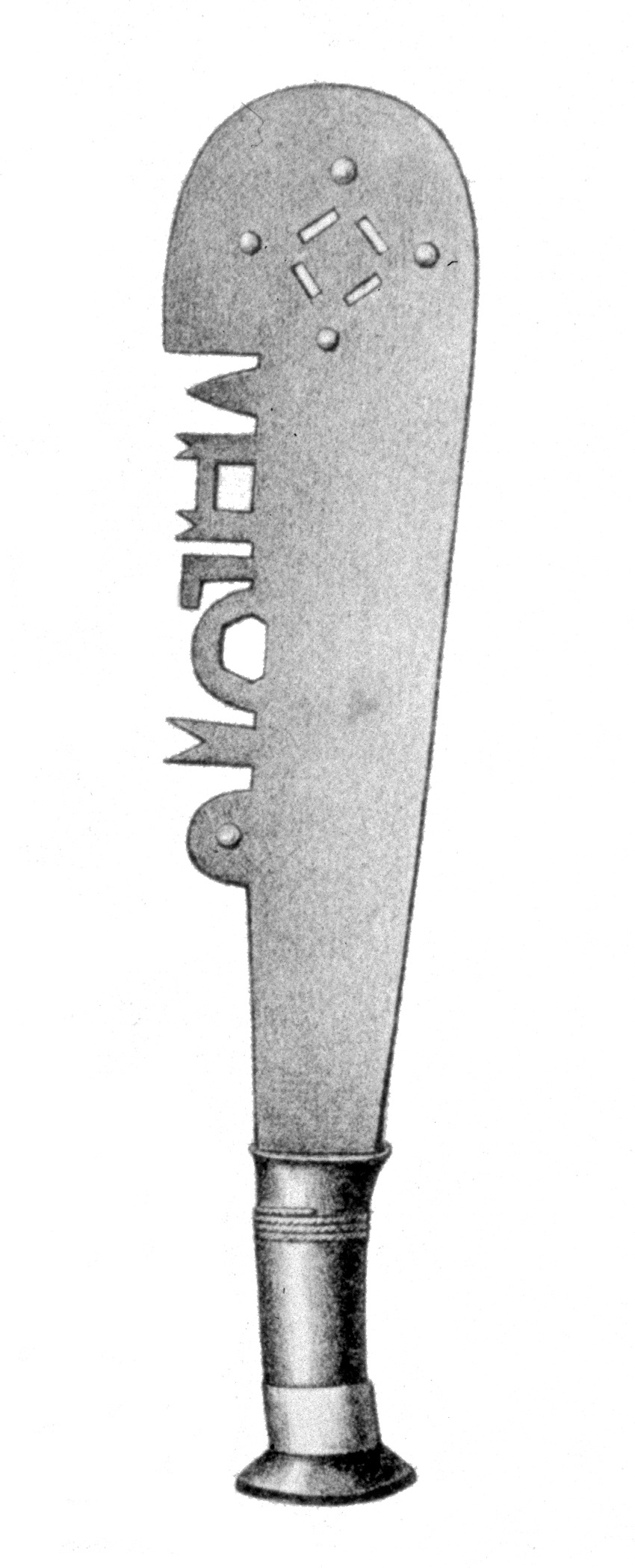
Cimpaba

El cimpaba (a veces también tshimphaaba o chimpaba) es un cuchillo o espada utilizado por los Woyo, República Democrática del Congo.
Es el símbolo de un dignatario Woyo. Es parte de los atributos de poder del Mangoyo (el rey). Su forma es muy especial y no se puede confundir con ningún otro tipo de cuchillos o espadas africanas, el mango suele ser de marfil. La cimpaba también se usa entre los Kakongo y los Vili en la región de Muanda, en el bajo Congo.